# Juicq
Juicq est une commune du Sud-Ouest de la France située dans le département de la Charente-Maritime, en région Nouvelle-Aquitaine.
Ses habitants sont appelés les Juicquais et les Juicquaises.

## Géographie

### Communes limitrophes
|             |           | Saint-Hilaire-de-Villefranche |
| Annepont    | Juicq     |                               |
| Taillebourg | Le Douhet |                               |

## Urbanisme

### Typologie
Au 1er janvier 2024, Juicq est catégorisée commune rurale à habitat dispersé, selon la nouvelle grille communale de densité à 7 niveaux définie par l'Insee en 2022.
Elle est située hors unité urbaine. Par ailleurs la commune fait partie de l'aire d'attraction de Saintes, dont elle est une commune de la couronne,. Cette aire, qui regroupe 62 communes, est catégorisée dans les aires de 50 000 à moins de 200 000 habitants,.

### Risques majeurs
Le territoire de la commune de Juicq est vulnérable à différents aléas naturels : météorologiques (tempête, orage, neige, grand froid, canicule ou sécheresse), inondations, mouvements de terrains et séisme (sismicité modérée). Il est également exposé à un risque technologique, le transport de matières dangereuses. Un site publié par le BRGM permet d'évaluer simplement et rapidement les risques d'un bien localisé soit par son adresse soit par le numéro de sa parcelle.

#### Risques naturels
Certaines parties du territoire communal sont susceptibles d’être affectées par le risque d’inondation par débordement de cours d'eau. La commune a été reconnue en état de catastrophe naturelle au titre des dommages causés par les inondations et coulées de boue survenues en 1982, 1999 et 2010,.

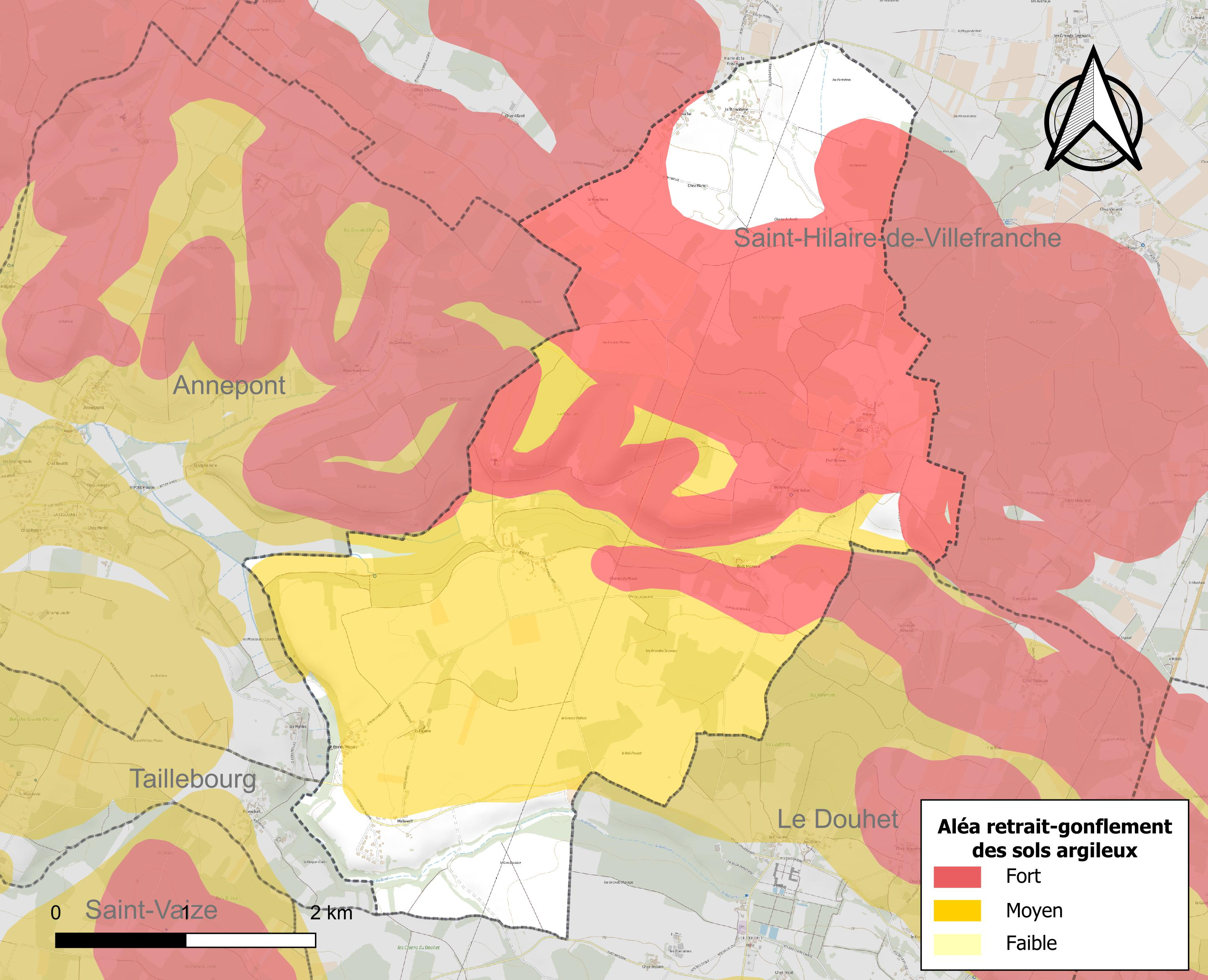
Carte des zones d'aléa retrait-gonflement des sols argileux de Juicq.

Les mouvements de terrains susceptibles de se produire sur la commune sont des tassements différentiels.
Le retrait-gonflement des sols argileux est susceptible d'engendrer des dommages importants aux bâtiments en cas d’alternance de périodes de sécheresse et de pluie. 82,1 % de la superficie communale est en aléa moyen ou fort (54,2 % au niveau départemental et 48,5 % au niveau national). Sur les 148 bâtiments dénombrés sur la commune en 2019, 100 sont en aléa moyen ou fort, soit 68 %, à comparer aux 57 % au niveau départemental et 54 % au niveau national. Une cartographie de l'exposition du territoire national au retrait gonflement des sols argileux est disponible sur le site du BRGM,.
Par ailleurs, afin de mieux appréhender le risque d’affaissement de terrain, l'inventaire national des cavités souterraines permet de localiser celles situées sur la commune.
Concernant les mouvements de terrains, la commune a été reconnue en état de catastrophe naturelle au titre des dommages causés par la sécheresse en 2005 et par des mouvements de terrain en 1999 et 2010.

#### Risques technologiques
Le risque de transport de matières dangereuses sur la commune est lié à sa traversée par une ou des infrastructures routières ou ferroviaires importantes ou la présence d'une canalisation de transport d'hydrocarbures. Un accident se produisant sur de telles infrastructures est susceptible d’avoir des effets graves sur les biens, les personnes ou l'environnement, selon la nature du matériau transporté. Des dispositions d’urbanisme peuvent être préconisées en conséquence.

## Histoire
Le 14 août 1944, des soldats de la Wehrmacht attaquent des membres des forces françaises de l'intérieur installés à Château-Gaillard, entre Juicq et Annepont. Treize de ces FFI sont tués pendant le combat, ainsi que durant l'incendie qui s'ensuit. Huit autres maquisards sont torturés et exécutés quelques jours plus tard, dont cinq le 16 août non loin d'Écoyeux,.

## Administration

### Liste des maires
| Période                                  | Période  | Identité              | Étiquette | Qualité     |
| ---------------------------------------- | -------- | --------------------- | --------- | ----------- |
| 1991                                     | 2020     | Jean-Claude Drahonnet | DVG       | Agriculteur |
| 2020                                     | En cours | Olivier Fouché        |           | Agriculteur |
| Les données manquantes sont à compléter. |          |                       |           |             |

### Région
À la suite de la réforme administrative de 2014 ramenant le nombre de régions de France métropolitaine de 22 à 13, la commune appartient depuis le 1er janvier 2016 à la région Nouvelle-Aquitaine, dont la capitale est Bordeaux. De 1972 au 31 décembre 2015, elle a appartenu à la région Poitou-Charentes, dont le chef-lieu était Poitiers.

## Population et société

### Démographie

#### Évolution démographique
L'évolution du nombre d'habitants est connue à travers les recensements de la population effectués dans la commune depuis 1793. Pour les communes de moins de 10 000 habitants, une enquête de recensement portant sur toute la population est réalisée tous les cinq ans, les populations de référence des années intermédiaires étant quant à elles estimées par interpolation ou extrapolation. Pour la commune, le premier recensement exhaustif entrant dans le cadre du nouveau dispositif a été réalisé en 2006.

En 2022, la commune comptait 314 habitants, en évolution de +9,03 % par rapport à 2016 (Charente-Maritime : +4,04 %, France hors Mayotte : +2,11 %).
| 1793 | 1800 | 1806 | 1821 | 1831 | 1836 | 1841 | 1846 | 1851 |
| ---- | ---- | ---- | ---- | ---- | ---- | ---- | ---- | ---- |
| 348  | 407  | 406  | 404  | 422  | 398  | 444  | 429  | 425  |

| 1856 | 1861 | 1866 | 1872 | 1876 | 1881 | 1886 | 1891 | 1896 |
| ---- | ---- | ---- | ---- | ---- | ---- | ---- | ---- | ---- |
| 450  | 390  | 412  | 381  | 366  | 335  | 271  | 318  | 316  |

| 1901 | 1906 | 1911 | 1921 | 1926 | 1931 | 1936 | 1946 | 1954 |
| ---- | ---- | ---- | ---- | ---- | ---- | ---- | ---- | ---- |
| 309  | 277  | 287  | 279  | 271  | 267  | 255  | 221  | 186  |

| 1962 | 1968 | 1975 | 1982 | 1990 | 1999 | 2006 | 2011 | 2016 |
| ---- | ---- | ---- | ---- | ---- | ---- | ---- | ---- | ---- |
| 154  | 134  | 131  | 158  | 169  | 165  | 179  | 237  | 288  |

| 2021 | 2022 | - | - | - | - | - | - | - |
| ---- | ---- | - | - | - | - | - | - | - |
| 310  | 314  | - | - | - | - | - | - | - |

## Culture locale et patrimoine

### Lieux et monuments
- Église Saint-Pierre, inscrite au titre des monuments historiques par arrêté du 22 août 1949[20].

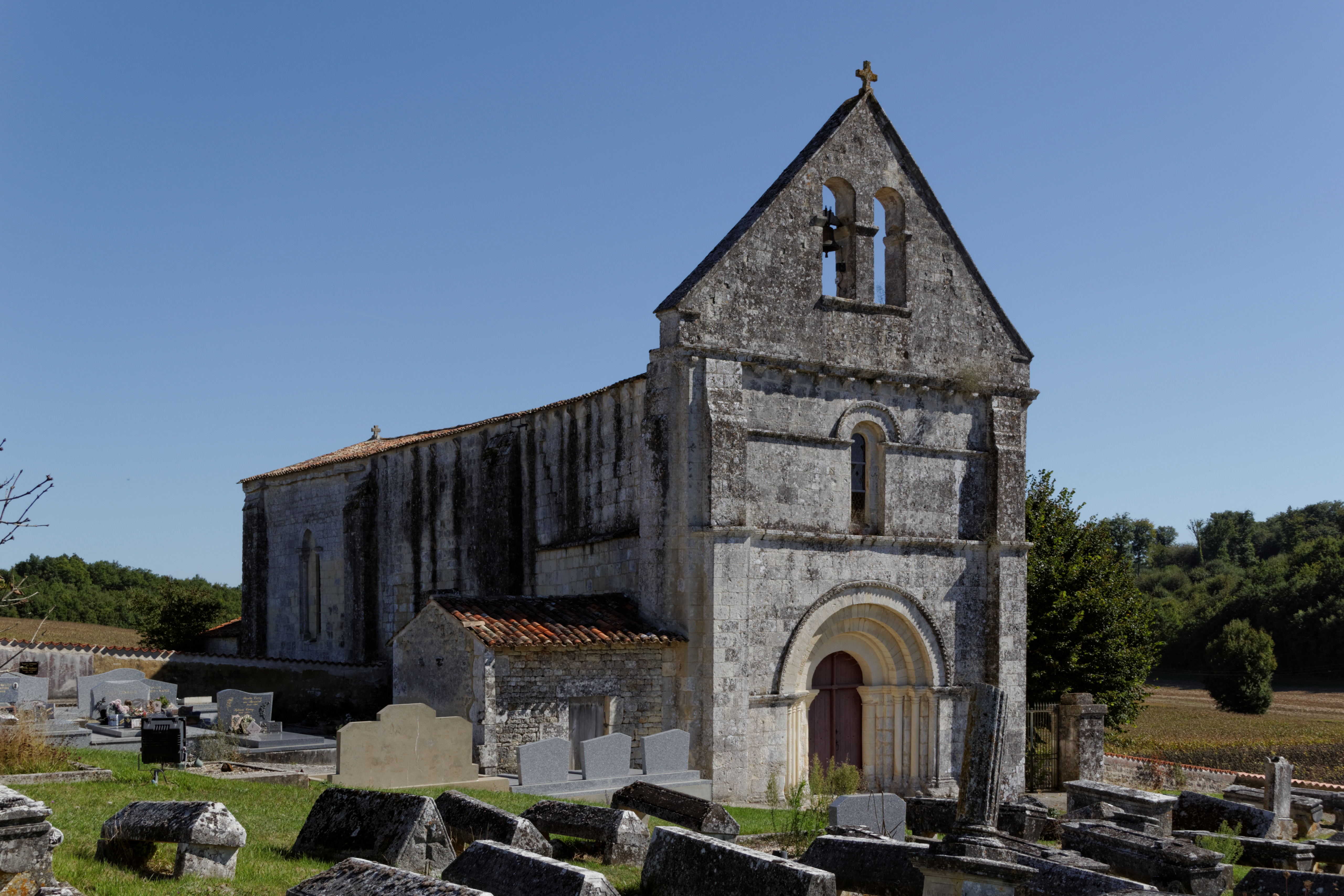
L'église Saint-Pierre
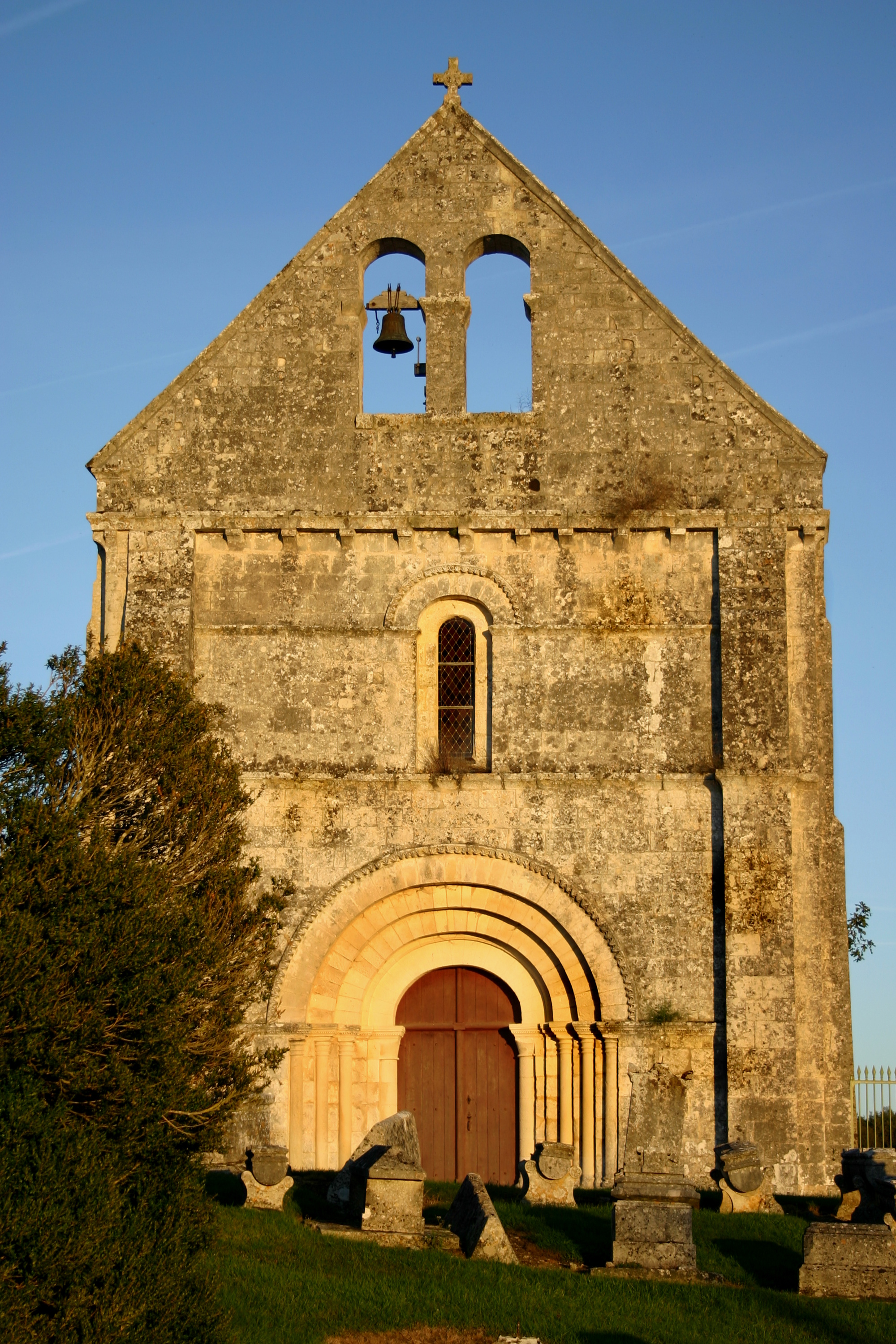
Façade de l'église
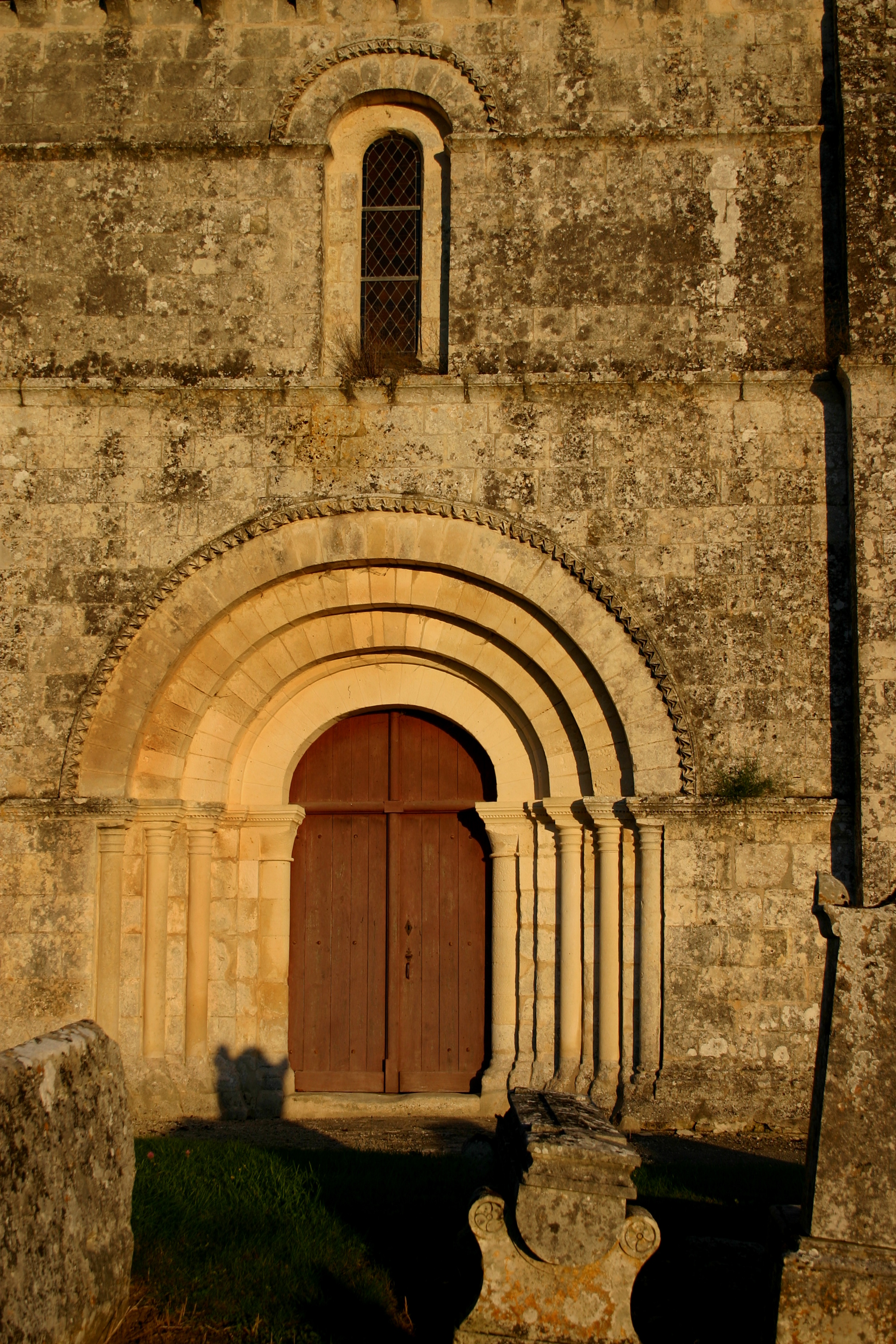
Le portail
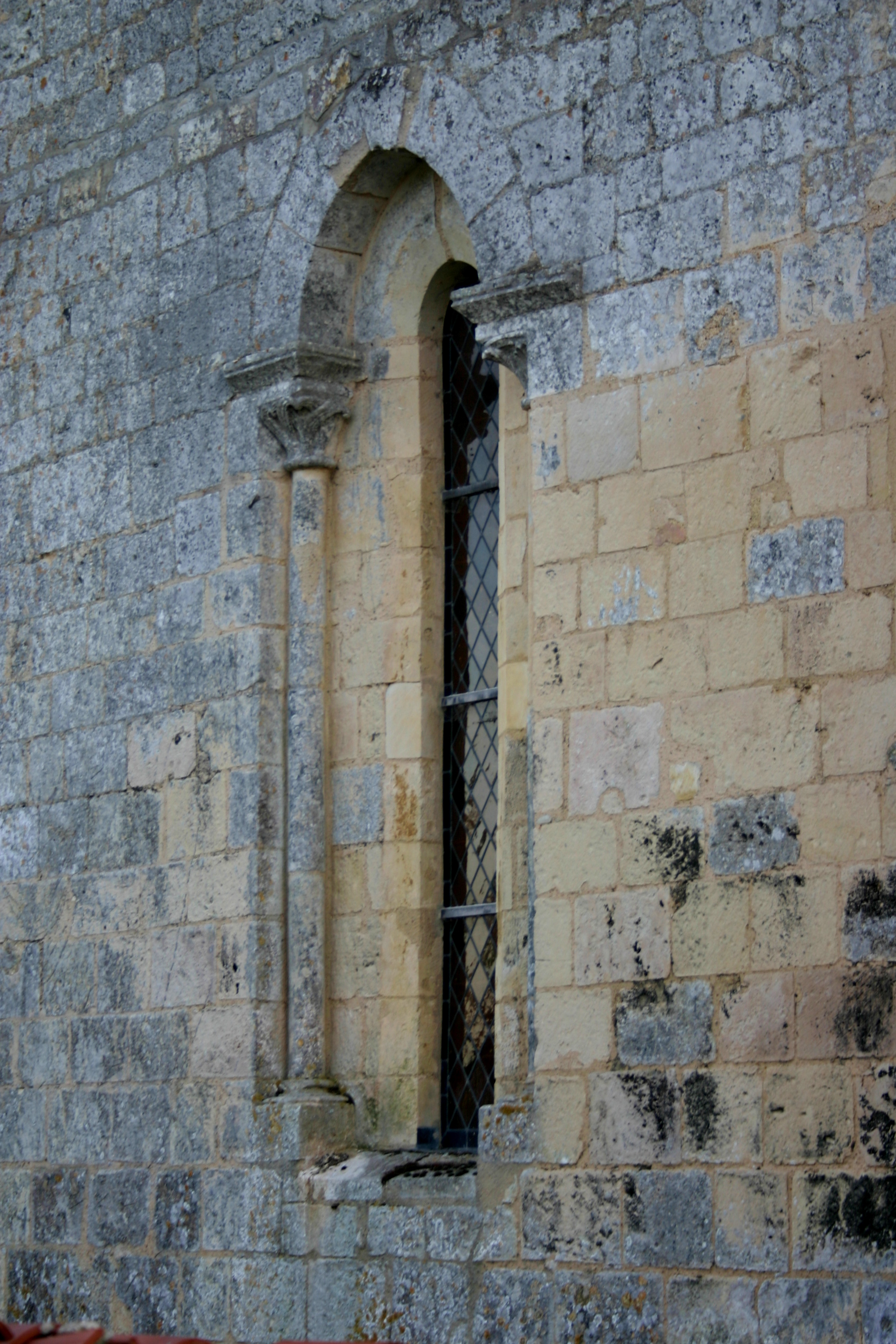
Fenêtre du mur Nord

- Stèle de Château-Gaillard, située en bordure de la route départementale 230, à l'ouest de Juicq. Elle rappelle la fusillade du 14 août 1944 et les exécutions qui s'ensuivirent (cf. section #Histoire de cet article). Une autre stèle est située le long de la route départementale 150 au lieu-dit Les Pinarderies à Écoyeux, au nord de la Roulerie.

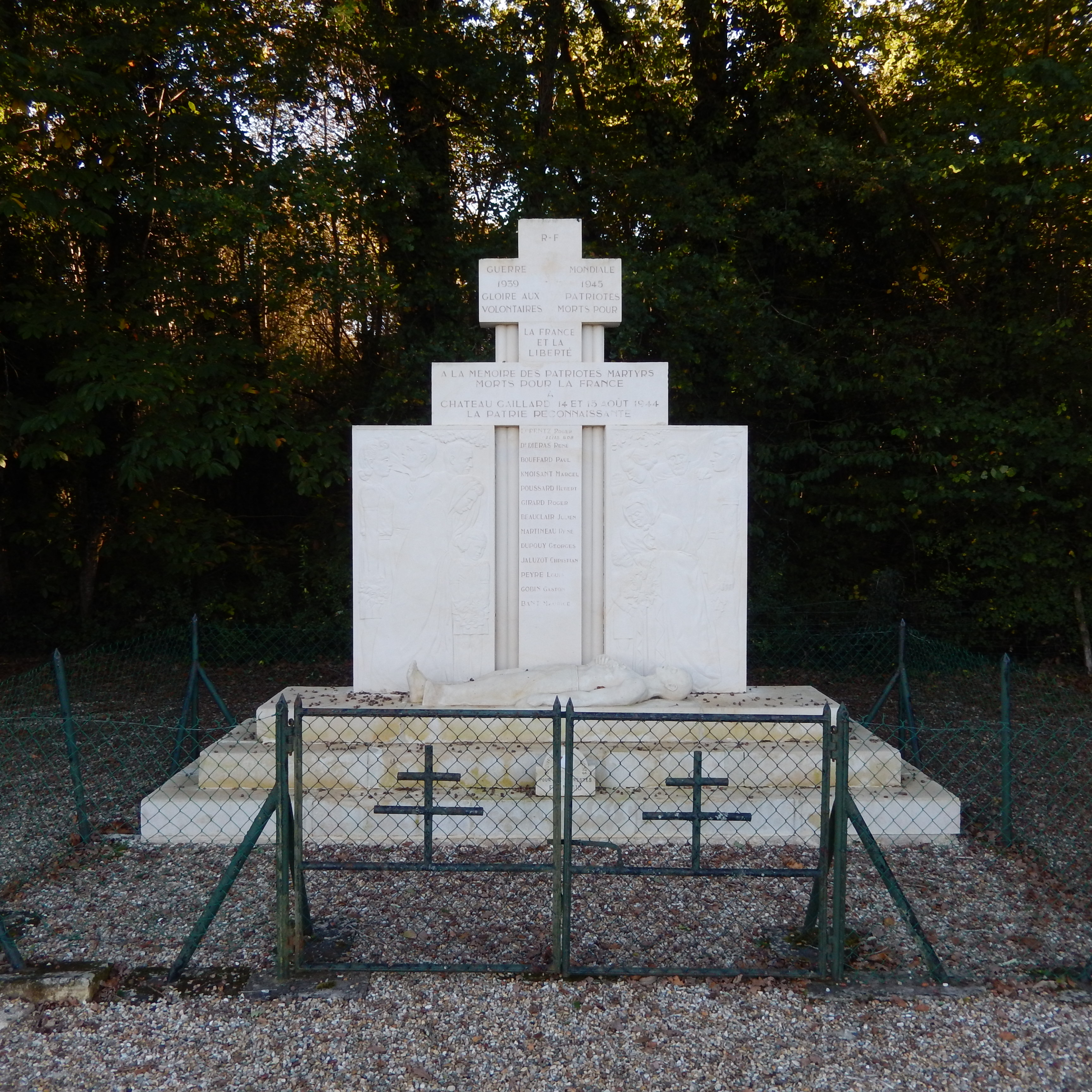
La stèle commémorative de Château-Gaillard
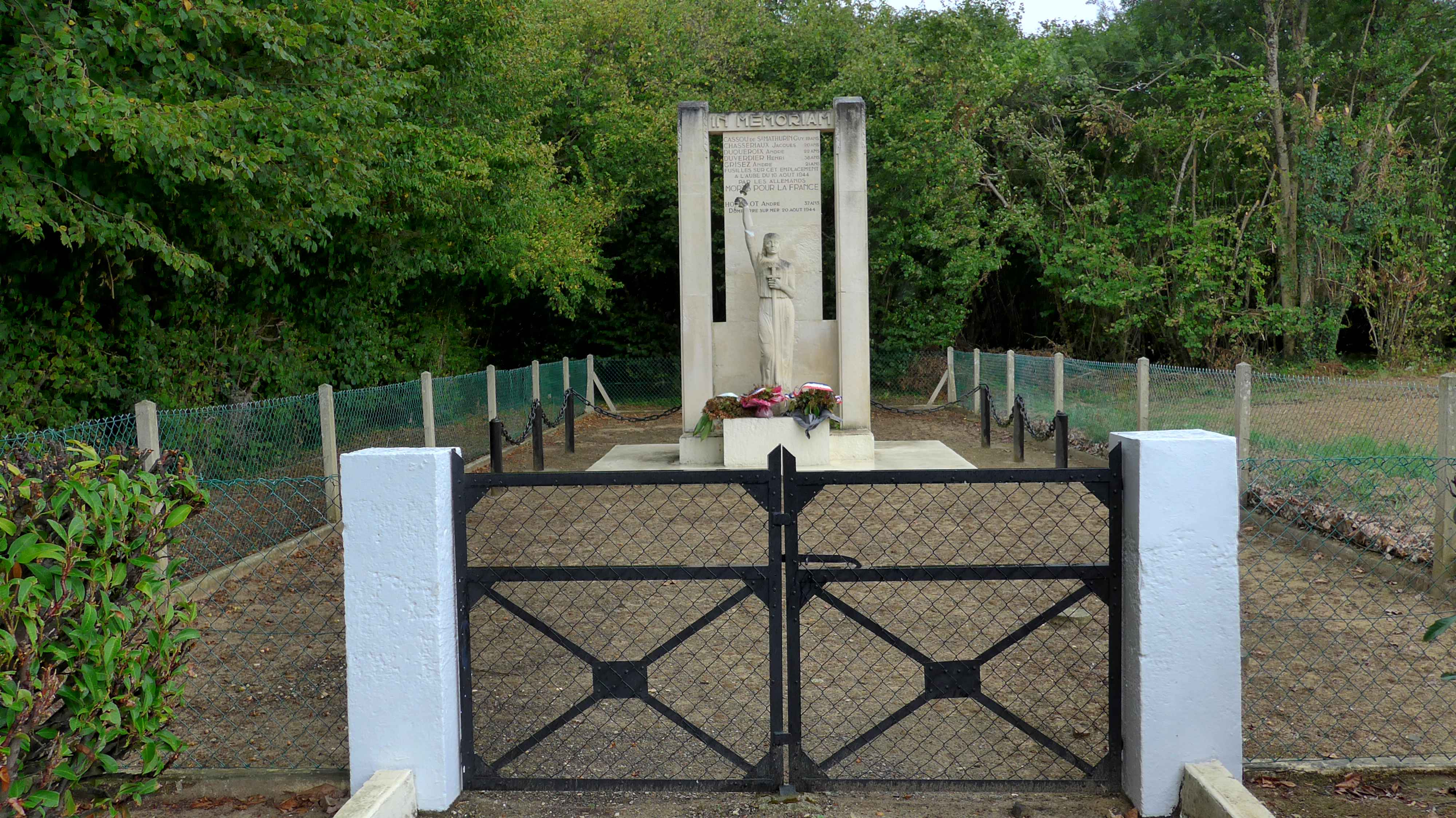
La stèle commémorative des Pinarderies

### Photos

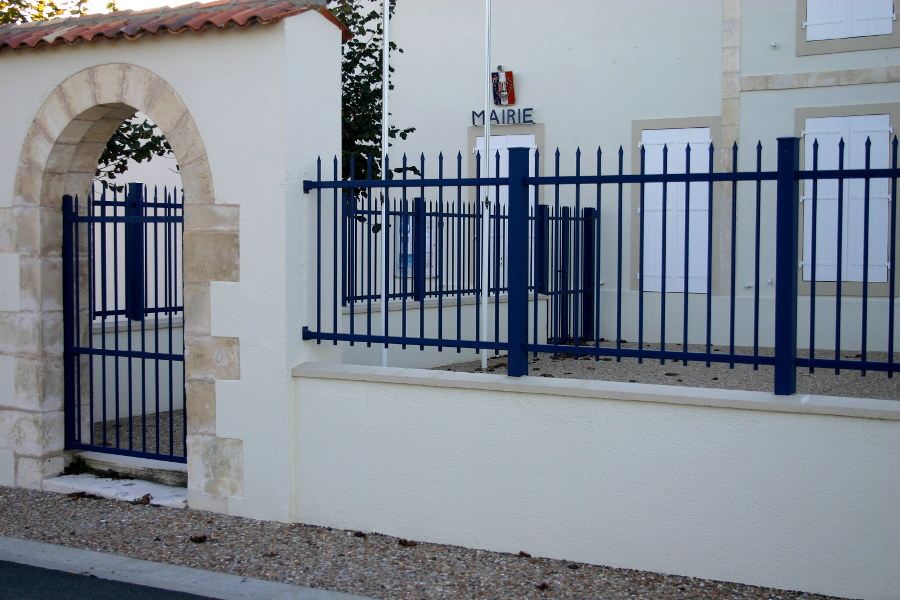
La mairie de Juicq
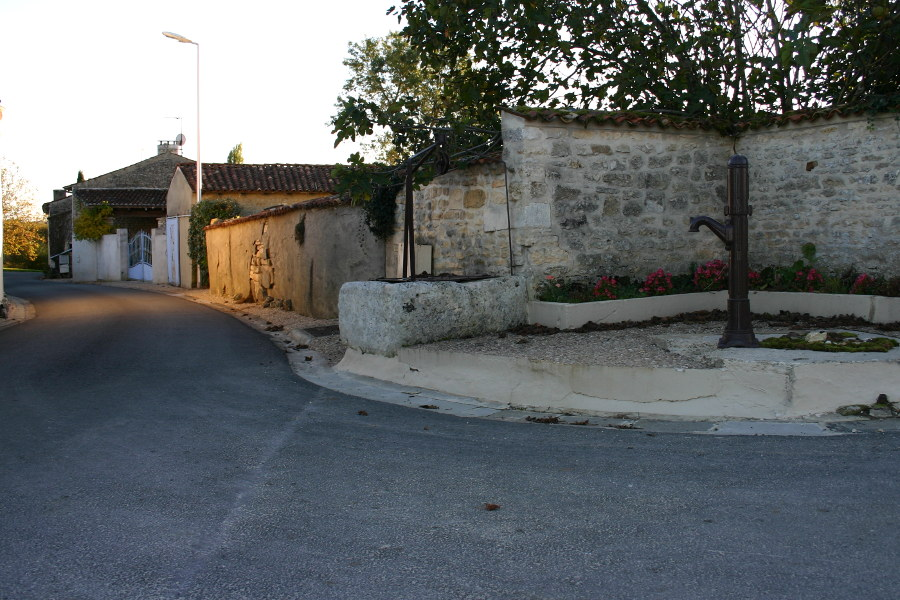
Une rue du bourg
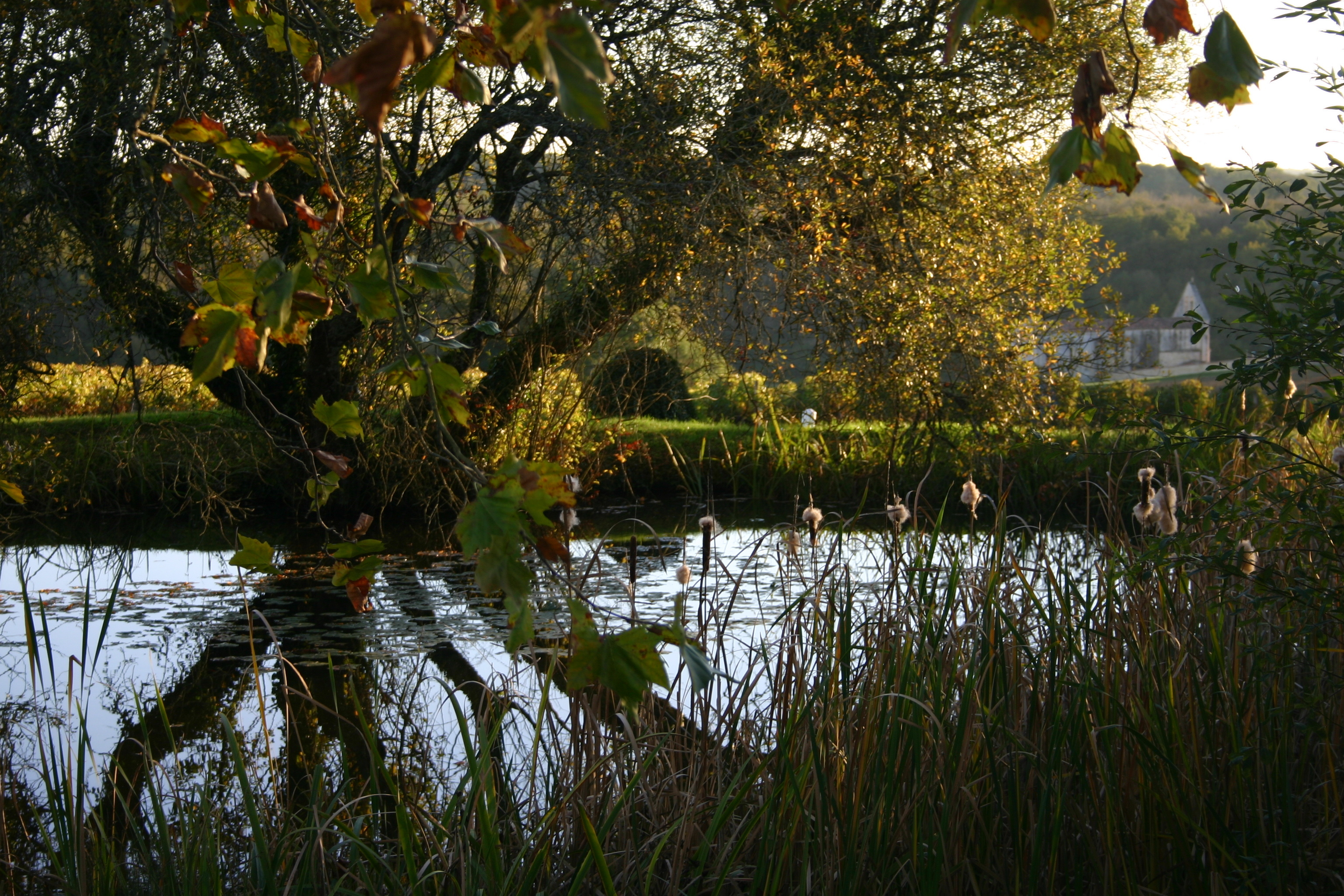
Étang à l'entrée du bourg
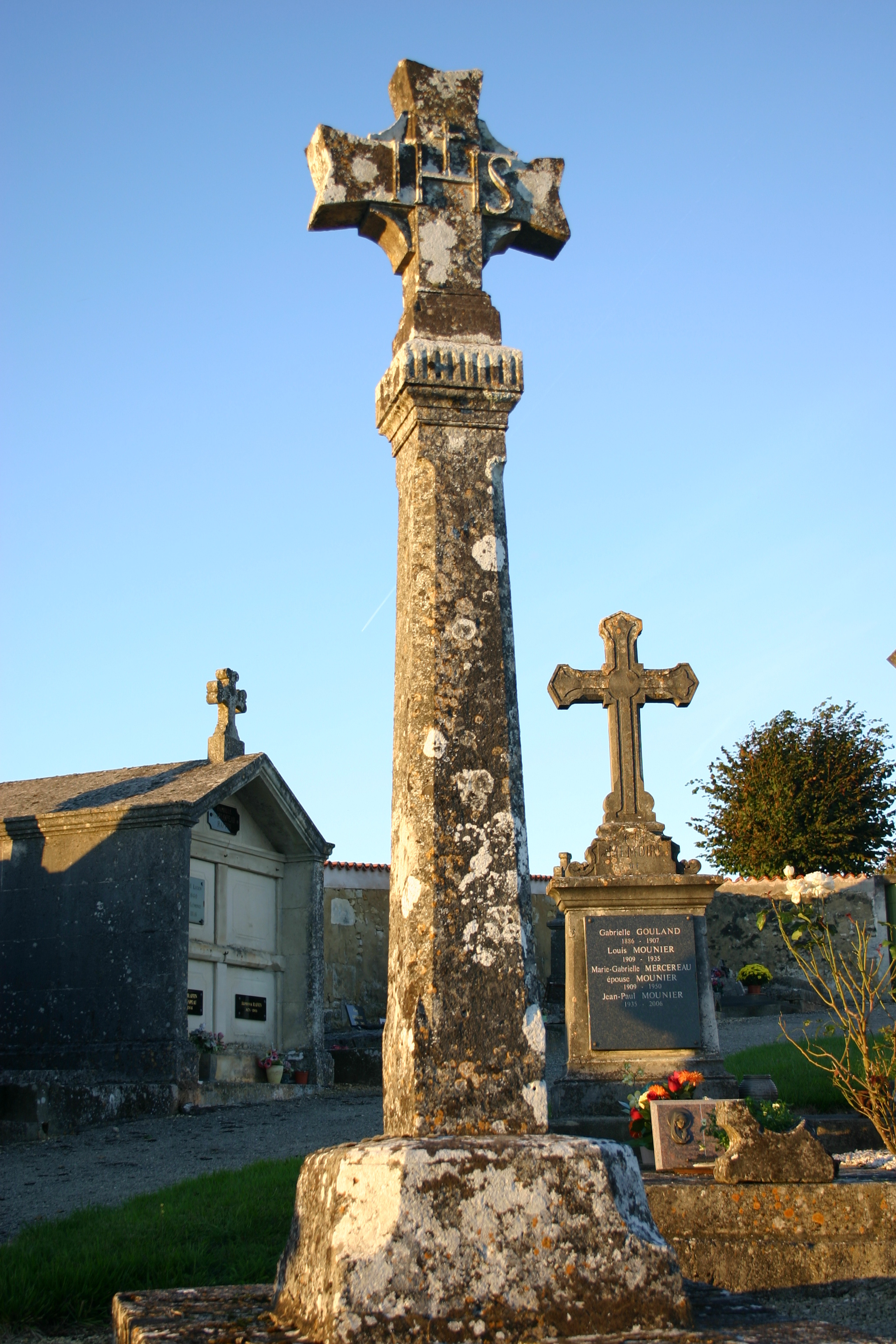
Croix hosannière dans le cimetière

### Articles liés
- Canton de Saint-Hilaire-de-Villefranche.
- Liste des communes de la Charente-Maritime.